# Mohamed Fadl
Mohamed Fadl Zahran (arab. محمد فضل, ur. 21 lipca 1981 w Kairze) – egipski piłkarz grający na pozycji napastnika.

## Kariera klubowa
Piłkarską karierę Fadl rozpoczął w rodzinnym Kairze, w tamtejszym klubie Al-Ahly. W 2001 roku zadebiutował w jego barwach w pierwszej lidze. W 2003 roku wywalczył zarówno Puchar Egiptu, jak i Superpuchar. Na początku 2004 roku przeszedł do El-Ittihad El-Iskandary, gdzie spędził pół roku i już latem wyjechał do Kuwejtu, gdzie przez sezon grywał w zespole Kazma Sporting Club ze stolicy kraju. W 2005 roku Mohamed wrócił do Egiptu i występował w El-Masry z Port Saidu. W 2006 roku podpisał kontrakt z Ismaily SC, z którym w 2007 roku zajął 3. miejsce w egipskiej ekstraklasie. W 2009 roku wrócił do Al-Ahly Kair. Następnie grał w Smouha SC, a w 2013 trafił do El Mokawloon SC. W 2015 roku był wypożyczony do El-Entag El-Harby SC.

## Kariera reprezentacyjna
W reprezentacji Egiptu Fadl zadebiutował w 2007 roku. W 2008 roku Hassan Shehata powołał go na Puchar Narodów Afryki 2008, który Egipt wygrał.